# Потолов, Сергей Иванович
Серге́й Ива́нович Потолов (3 августа 1932, Одесса — 4 июня 2015, Санкт-Петербург) — советский и российский историк, научный сотрудник Санкт-Петербургского института истории РАН, специалист в области рабочего и общественного движения, трудового законодательства в России XIX — начала XX века.

## Биография
В Ленинградском отделении Института истории СССР АН СССР (Санкт-Петербургском институте истории РАН) институте истории РАН проработал 57 лет.
Являлся автором более 200 научных трудов по актуальным проблемам социальной и политической истории России XIX—XX вв. Участвовал в подготовке коллективных работ Института: «Октябрьское вооруженное восстание. Семнадцатый год в Петрограде» (В 2-х кн., Л., 1967), «История рабочих Ленинграда. 1703—1965» (в 2-х т., Л., 1972), «В. И. Ленин и питерские рабочие. (1893—1924)» (Л., 1982), «Кризис самодержавия в России. (1895—1917)» (Л., 1984). Руководил Северо-западной группой по подготовке «Хроники рабочего движения в России. 1895 — февраль 1917». В 1970 г. в качестве одного из заместителей генерального секретаря оргкомитета принимал участие в подготовке и проведении V Международного конгресса по экономической истории.

## Награды и звания
Лауреат Государственной премии СССР (1975).